# Félix Galimi
 Félix Galimi  ( Buenos Aires, Argentina, 1 de enero de 1921 –  ídem, 2 de enero de 2005) fue un esgrimidor destacado que obtuvo varios campeonatos y representó a su país en los Juegos Olímpicos.

## Actividad deportiva

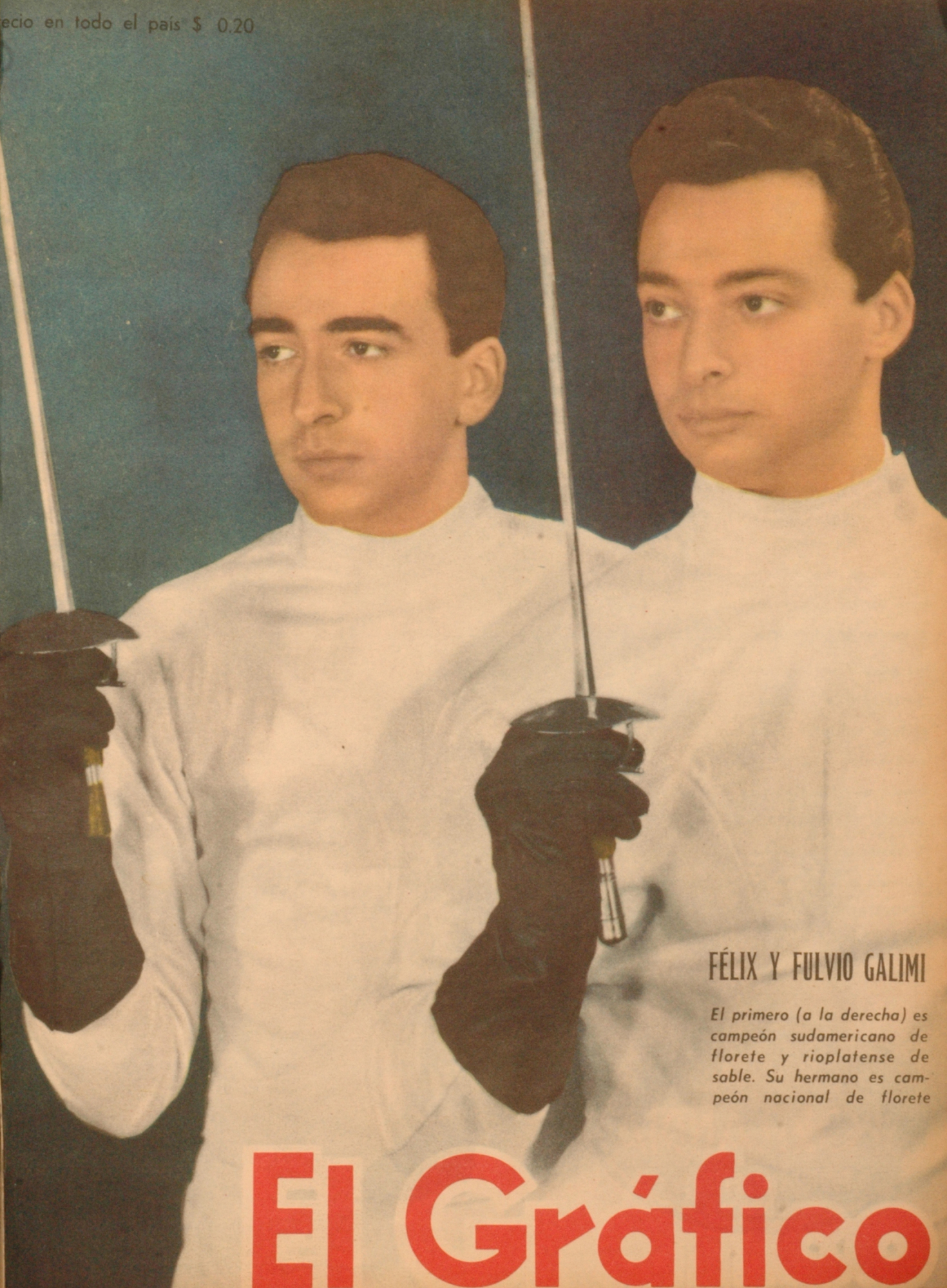
Félix (derecha) junto a su hermano Fulvio en la revista El Gráfico, 1947.

Era hijo del maestro esgrimidor Felice Galimi, inmigrante italiano Maestro Titular de la Real Academia de Italia radicado en Argentina. Fue uno de los más notables esgrimistas nacionales, destacado por su habilidad en espada, sable y florete, si bien su fuerte estuvo en esta última arma (espada larga y flexible), disciplina en la que logró numerosos títulos rioplatenses, nacionales, continentales e internacionales. Con sólo 18 años, se consagró campeón argentino de espada, y su pericia lo llevó a lograrlo también en sable.
Compitió en los Juegos Panamericanos de 1951 celebrados en Buenos Aires y en los realizados en México en 1955, obteniendo en total una medalla dorada, una plateada y dos de bronce. También participó en los Juegos Olímpicos de 1948 realizados en Londres y en los de 1952 en Helsinki, obteniendo en los dos casos el quinto puesto y también en los Juegos Olímpicos de Tokio 1964 en Tokio, Japón. Fue Campeón Panamericano y Sudamericano de florete y, por 13 años, campeón Argentino en florete, espada y sable. 
Galimi realizó una gira por Europa incluyendo paradas en Barcelona, Madrid, Valencia y Portugal. Su trayectoria y la de su hermano Fulvio despertaron y popularizaron el interés en la Argentina por este deporte en las décadas de 1950 y 1960 e hicieron que muchos clubes de fútbol de la Capital Federal y de las provincias incorporaran la esgrima a sus actividades para sus socios.
Junto a su hermano actuó en las películas La Quintrala, doña Catalina de los Ríos y Lisperguer, dirigida por Hugo del Carril, La dama duende dirigida por Luis Saslavsky y Centauros del pasado, dirigida por Belisario García Villar.
En 1975, cuando era presidente de la Confederación Argentina de Deportes, el Órgano de Fiscalización Contable de la misma le acusó de irregularidades en su desempeño.
Fue galardonado con el Premio Konex de 1980 en la especialidad de Esgrima.